# Paka (gmina Dobrepolje)
Paka – wieś w Słowenii, w gminie Dobrepolje. W 2018 roku liczyła 24 mieszkańców.